# Emlyn Williams
George Emlyn Williams (n. 26 noiembrie 1905, Mostyn⁠(d), Flintshire, Țara Galilor, Regatul Unit al Marii Britanii și Irlandei – d. 25 septembrie 1987, Londra, Regatul Unit) a fost un dramaturg și actor din Țara Galilor.

### Piese de teatru
- Full Moon
- A Murder has been Arranged
- Spring 1600
- Night Must Fall
- He was Born Gay
- The Corn Is Green
- The Light of Heart
- The Morning Star
- A Month in the Country (Adaptare după piesa de teatru a lui Turgenev)
- The Druid's Rest
- The Wind of Heaven
- Trespass
- Accolade
- Someone Waiting
- Beth,[9] ulterior revizuită sub titlul Cuckoo

## Filmografie

### Actor
- 1932 The Frightened Lady
- 1932 Men of Tomorrow
- 1932 Sally Bishop
- 1933 Friday the Thirteenth
- 1934 My Song for You
- 1934 Evensong
- 1934 Road House
- 1934 The Iron Duke
- 1935 The Divine Spark
- 1935 The Dictator
- 1935 City of Beautiful Nonsense
- 1936 Broken Blossoms
- 1937 I, Claudius (film neterminat, dar s-au păstrat câteva secvențe,  Williams îl interpretează pe Caligula)
- 1938 They Drive by Night
- 1938 Night Alone
- 1938 The Citadel
- 1939 Dead Men Tell No Tales
- 1939 Jamaica Inn

- 1940 Girl in the News
- 1940 Sub stele (The Stars Look Down), regia Carol Reed
- 1941 You Will Remember
- 1941 Major Barbara
- 1941 This England
- 1942 Hatter's Castle
- 1949 The Last Days of Dolwyn

- 1951 Three Husbands
- 1951 The Scarf
- 1951 Another Man's Poison
- 1951 The Magic Box [10]
- 1952 Ivanhoe
- 1955 The Deep Blue Sea
- 1958 I Accuse!
- 1959 Beyond This Place
- 1959 Misterul vasului Mary Deare (The Wreck of the Mary Deare), regia Michael Anderson

- 1962 Camera în formă de L (The L-Shaped Room), regia Bryan Forbes
- 1966 Eye of the Devil
- 1970 The Walking Stick
- 1982 Deadly Game